# روگرو سانتیلی
 روگرو سانتیلی (انگلیسی: Ruggero Santilli؛ زاده ۸ سپتامبر ۱۹۳۵) یک فیزیک‌دان در زمینه فیزیک نظری اهل ایالات متحده آمریکا است.